# Guelfo Ferrari
Guelfo Ferrari (Fiesso Umbertiano, 27 marzo 1879 – Venezia, 27 agosto 1958) è stato un dirigente sportivo italiano, presidente del Calcio Padova dal 1936 al 1937.

## Biografia
Farmacista di professione, nella stagione 1936-1937 diventa il numero uno del Calcio Padova. Presidente carismatico e tifoso a dir poco appassionato, è tra i più popolari personaggi cittadini. Soprannominato il "Dottor Morfina" conquista in un anno la Serie B con alla guida della squadra l'ungherese Wilmas Wilhelm. Raggiunta la promozione, cede la poltrona della presidenza al commendator Bruno Pollazzi lasciando la società in buone condizioni economiche.

## Fonti
- Biancoscudo, cent'anni di Calcio Padova, a cura di Massimo Candotti e Carlo Della Mea (contributi di Paolo Donà, Gabriele Fusar Poli, Andrea Pistore, Marco Lorenzi e Massimo Zilio), EditVallardi 2009.